# Aurillac
Aurillac [oʁijak] (okzitanisch: Orlhac) ist eine französische Stadt in der Region Auvergne-Rhône-Alpes und mit 26.189 Einwohnern (Stand 1. Januar 2022) die größte Stadt im Département Cantal. Die Stadt ist Sitz der Präfektur des Départements. Die Präfektur verwaltet auch das Arrondissement Aurillac, das aus zwölf Kantonen besteht.

## Lage
Aurillac liegt am südwestlichen Fuß des Cantal-Vulkans in einem fruchtbaren Becken an den Flüsschen Jordanne und Mamou, die kurz danach in der Nachbargemeinde Arpajon-sur-Cère in die Cère einmünden.

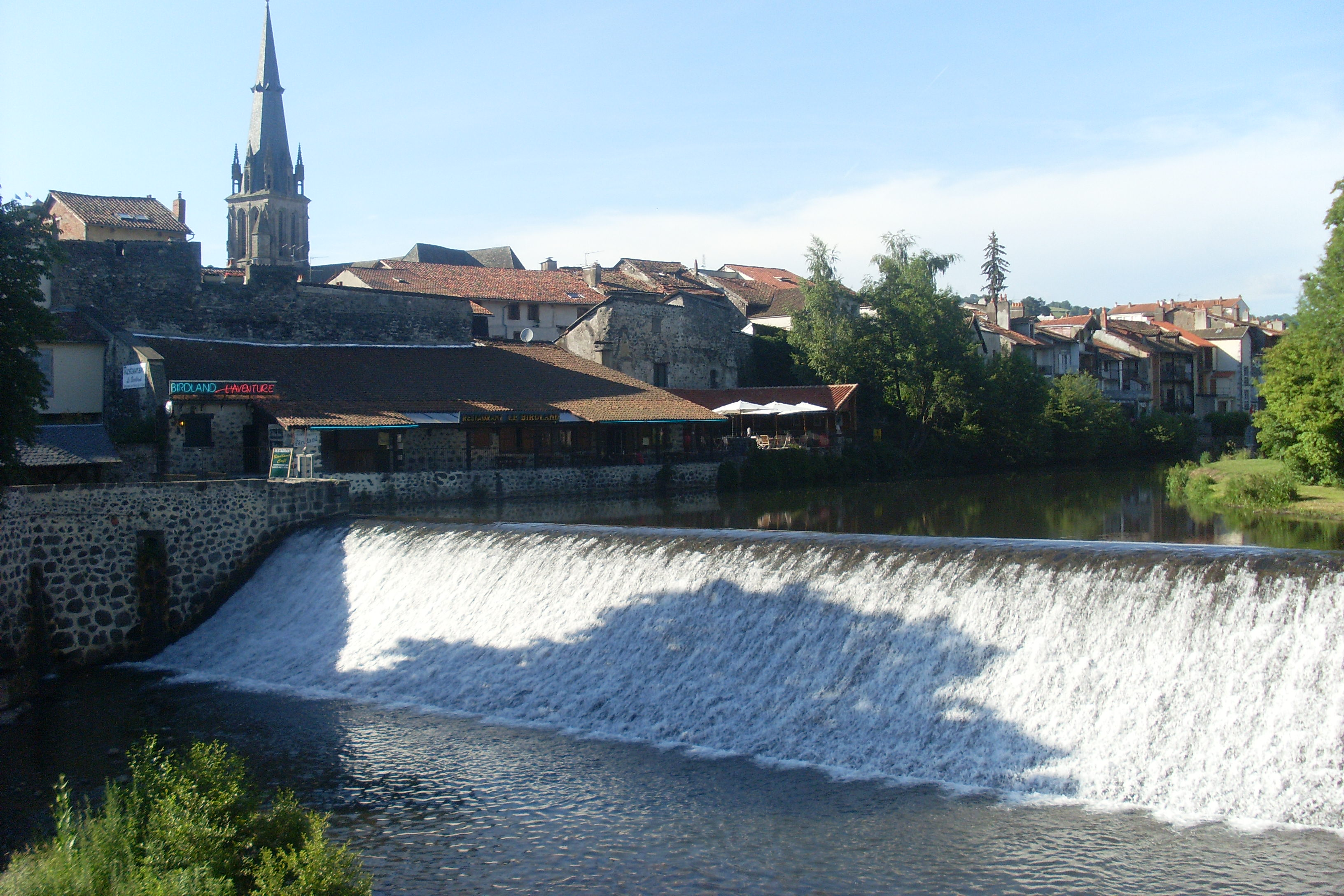
Wehr an der Jordanne

## Geschichte
Reste eines Tempels des ersten nachchristlichen Jahrhunderts zeigen, dass hier schon in gallo-römischer Zeit eine Ansiedlung bestand.

### Mittelalter
Um die im 9. Jahrhundert vom heiligen Gerald von Aurillac (französisch: Géraud) gegründete Abtei bildete sich eine Ansiedlung. Aus ihr begann sich die Stadt zu entwickeln, insbesondere weil die Abtei zu einem der einflussreichsten Klöster der Auvergne aufstieg. Dem Kloster entstammt der erste französische Papst, Silvester II. Das Mittelalter war für die Stadt eine Epoche wirtschaftlicher Blüte.

### Neuzeit
In den Religionskriegen des 16. Jahrhunderts kam es zwischen der Stadtbevölkerung und dem Kloster zu gegenseitigen Übergriffen und heftigen Auseinandersetzungen; teilweise wurde die Stadt dabei zerstört und erholte sich danach nur schwer. Später lebte die Stadt von der Herstellung von Spitzen in Manufakturen, in der zweiten Hälfte des 20. Jahrhunderts war sie vom landwirtschaftlichen Handel, von der Möbelindustrie und vom Fremdenverkehr geprägt.
Aurillac war während des Ersten Weltkrieges der Aufenthaltsort der von den Franzosen gefangen genommenen dänischsprachigen deutschen Soldaten. Sie wurden so gut behandelt, dass viele von ihnen nach dem Krieg die Region wieder besuchten.

### Bevölkerungsentwicklung
| Jahr                       | 1962   | 1968   | 1975   | 1982   | 1990   | 1999   | 2006   | 2019   |
| Einwohner                  | 24.563 | 28.226 | 30.863 | 30.963 | 30.773 | 30.551 | 29.477 | 25.593 |
| Quellen: Cassini und INSEE |        |        |        |        |        |        |        |        |

## Sehenswürdigkeiten

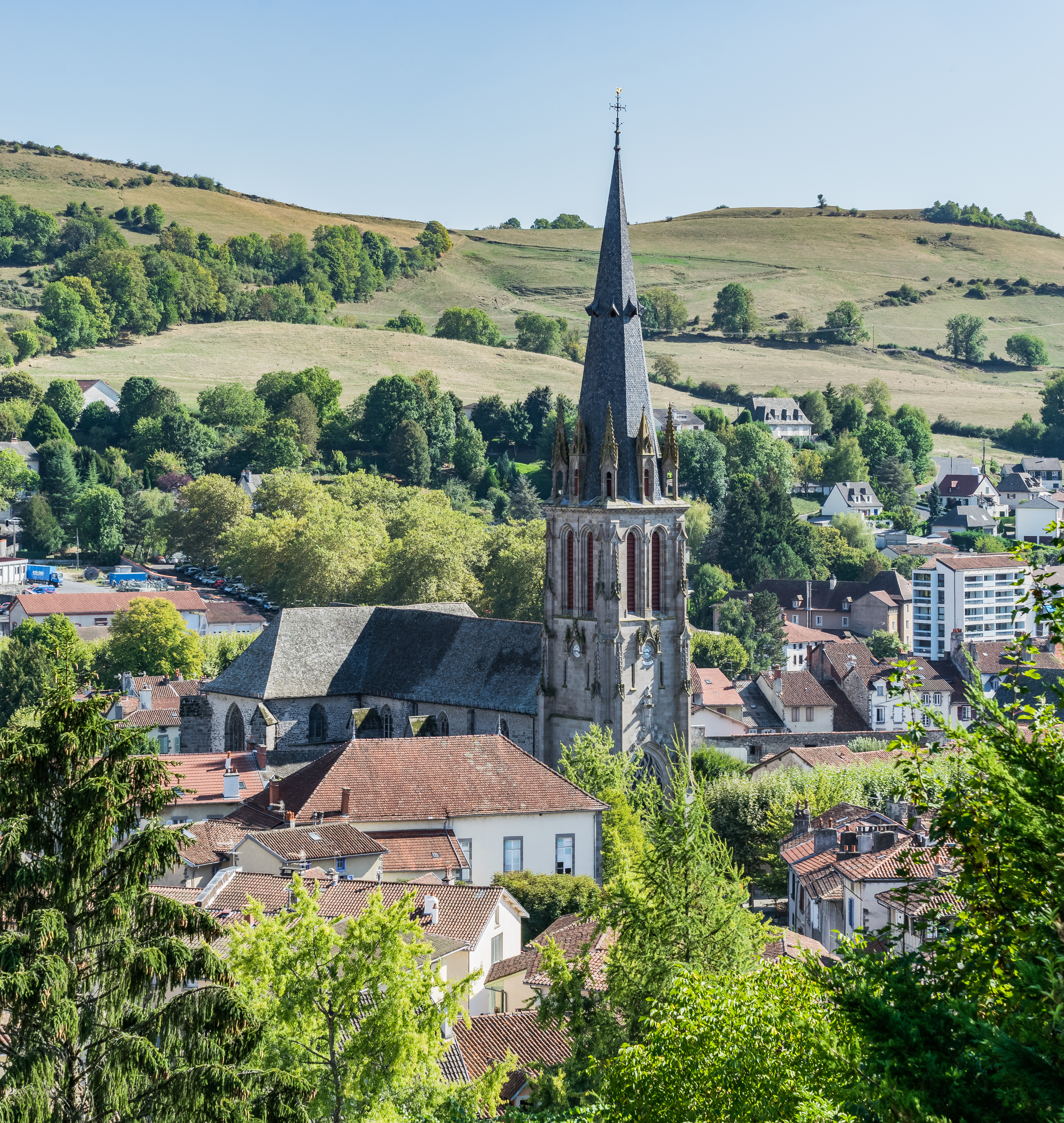
Kirche Saint-Géraud

- Kirche Saint-Géraud, ursprünglich aus dem 9. Jahrhundert, im 11. Jahrhundert vergrößert, im 16. Jahrhundert zerstört, wiederaufgebaut in Etappen bis zum 19. Jahrhundert; Steindenkmäler in der Kapelle Saint-Géraud.
- Altstadt um die Kirche herum; alte Häuser auch entlang der Jordanne
- Becken aus Serpentin (12. Jahrhundert) auf der Place Saint-Géraud
- Ehemaliges Pilgerhospiz "Ancien Hôpital", ursprünglich aus dem 12. Jahrhundert mit reich verzierter Fassade
- Kirche Notre-Dame-aux-Neiges, ehemalige romanisch-gotische Kapelle des Ordens der Cordeliers (13. Jahrhundert), mit einer Schwarzen Madonna aus dem 17. Jahrhundert
- Nördlich oberhalb der Altstadt Château St-Étienne, Burgruine aus dem 13. Jahrhundert, im 19. Jahrhundert neu aufgebaut, darin Musée des Volcans
- Südlich der Altstadt das Musée d’Art et d’Archéologie in einem ehemaligen Salesianerkloster, darin auch Informationen zur Produktion von Regenschirmen in Aurillac
- Menhire von Saint Simon nordöstlich von Aurillac

## Wirtschaft und Infrastruktur

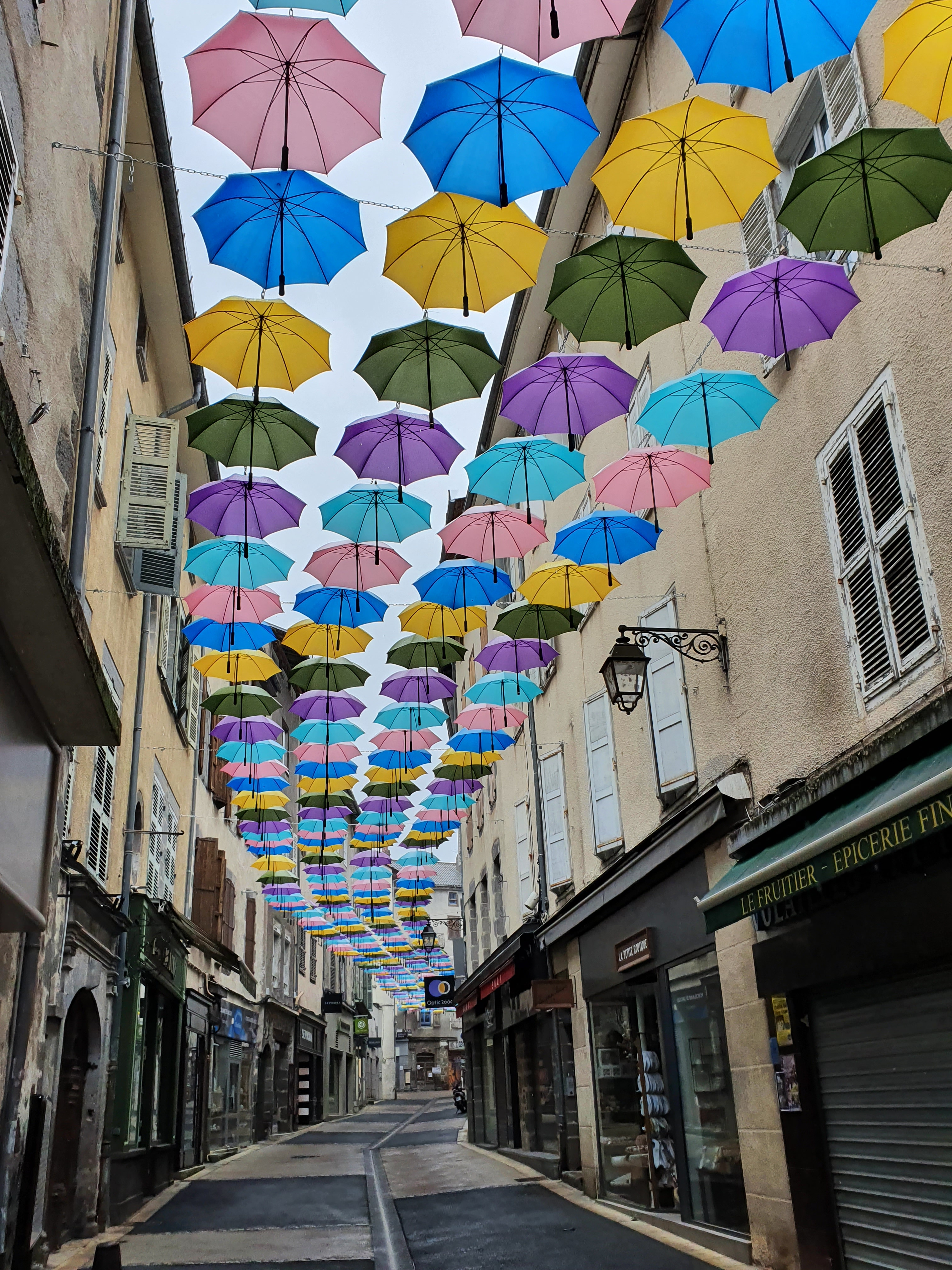
Regenschirme in der Altstadt von Aurillac

Seit dem 19. Jahrhundert ist Aurillac bekannt für die Produktion von Regenschirmen, die vor allem in Heimarbeit hergestellt und dann in ganz Frankreich verkauft wurden. Auch heute noch sind die Firmen Pigagniol und Delos France als Hersteller von Regenschirmen in Aurillac ansässig. In der Fußgängerzone sind eine Straße und ein Platz mit Regenschirmen geschmückt.
Der Flughafen Aurillac liegt drei Kilometer südwestlich der Stadt.
Von Aurillac bestehen über die Bahnstrecke Figeac–Arvant Eisenbahnverbindungen nach Clermont-Ferrand sowie nach Toulouse und Brive-la-Gaillarde.

## Persönlichkeiten
- Gerbert von Aurillac (um 950–1003), Papst von 999 bis 1003
- Wilhelm von Auvergne (um 1180–1249), scholastischer Philosoph
- Alexis-Joseph Delzons (1775–1812), General der Infanterie
- Émile Duclaux (1840–1904), Mikrobiologe, Physiker und Chemiker
- Félix de La Salle de Rochemaure (1856–1915), Adeliger, Historiker und Okzitanist
- Paul Doumer (1857–1932), Staatsmann
- Marie Marvingt (1875–1963), Pilotin und die zweite Frau, die in Frankreich ihre Flugprüfung ablegte
- Marie-Louise Bergeaud (1897–1983), Künstlerin
- Jean-Paul Amouroux (1943–2022), Jazz- und Boogie-Woogie-Musiker
- Odile Macchi (* 1943), Physikerin und Mathematikerin
- Marc Mézard (* 1957), theoretischer Physiker, Direktor der École normale supérieure (Paris)
- Assaad Bouab (* 1980), marokkanischer Schauspieler
- Alexandre Clérisse (* 1980), Comic-Künstler und Illustrator
- Christophe Laborie (* 1986), Radrennfahrer
- Marjorie Veyssiere (* 1996), Sprinterin
- Tom Donnenwirth (* 1998), Radrennfahrer

## Städtepartnerschaften
Seit 1972 haben Aurillac und die Nachbarstadt Arpajon-sur-Cère gemeinsame Städtepartnerschaften mit:
- Bocholt, Deutschland (seit 1972)
- Bassetlaw, England (seit 1980)
- Bougouni, Mali (seit 1985)
- Altea, Spanien (seit 1992)